# لوسي لامبرت ويليام
لوسي لامبرت ويليام (بالإنجليزية: Lucy Lambert Hale) هي نجمة اجتماعية أمريكية، ولدت في 1841 في دوفر في الولايات المتحدة، وتوفيت في 15 أكتوبر 1915.